# Dyrekcja Kopalń i Hut Donnersmarcków w Świętochłowicach
Dyrekcja Kopalń i Hut Donnersmarcków w Świętochłowicach – budynek z 1897 roku w Świętochłowicach-Centrum przy ulicy Katowickiej 30.

## Historia

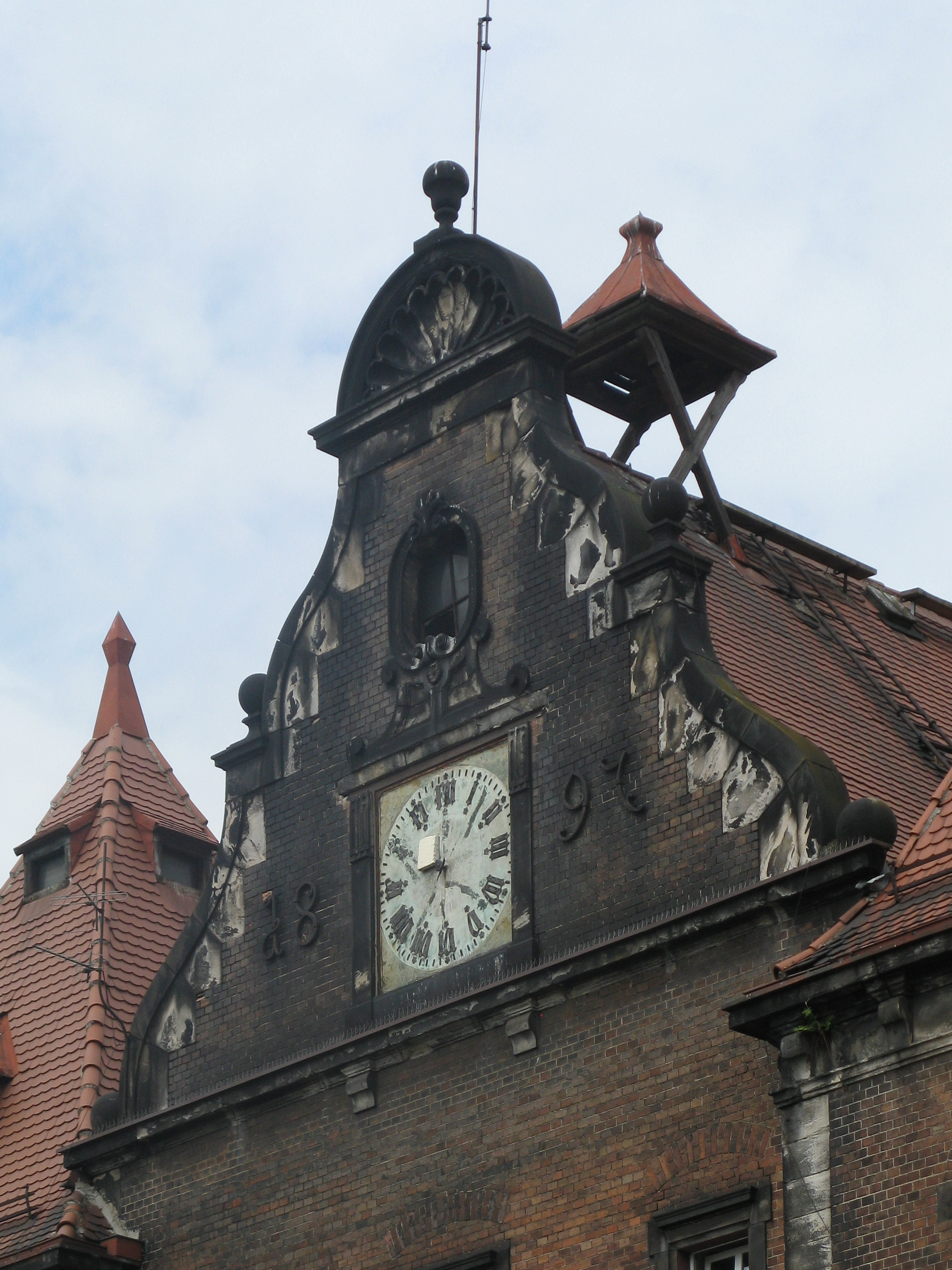
Szczyt z naniesioną datą budowy (2018)

Guido Henckel von Donnersmarck zdecydował o wyborze Świętochłowic na nową siedzibę administracyjną swoich przedsiębiorstw. Budynek został wzniesiony w 1897 roku; Generalna Dyrekcja Hut i Kopalń Księcia Donnersmarcka mieściła się w tymże obiekcie do 1945 roku. Gmach służy do celów mieszkalnych.
Dawni pracownicy twierdzą, że z tego gmachu prowadziło przejście do uruchomionej w 1873 roku kopalni „Deutschland”, nazwanej tak na cześć zjednoczenia Niemiec, później przemianowanej na „Polska”. Przejście podobno było jeszcze drożne po II wojnie światowej, lecz późniejsze szkody górnicze spowodowały jego zamknięcie.
Gmach został wpisany do gminnej ewidencji zabytków Świętochłowic.